# Escudo de San Salvador
El escudo de armas de San Salvador es el emblema heráldico que desde 2021, año de su adopción, representa a la ciudad de San Salvador, capital de El Salvador.

## Escudo de la administración municipal 2015-2018 y 2021-presente
El 5 de mayo de 2015 el alcalde de la Ciudad de San Salvador, Nayib Bukele, presentó el rediseño de la heráldica de San Salvador a su Concejo Municipal, el cual fue aprobado durante la primera sesión extraordinaria del Concejo celebrada ese mismo día. Unas horas más tarde de su aprobación fue presentada a la población.
El rediseño del escudo de armas de San Salvador, Ciudad Capital, llevaba en el centro una bandera en diagonal en colores blanco y azul, estas simbolizaban la lealtad, protección y obligación de servicio a los capitalinos. Rodeada por una corona de 20 laureles, que se entrelazan alrededor del estandarte, representando el triunfo y el renacer. Abajo del escudo estaba un listón con el año 1834, fecha en la que se declaró a San Salvador como Capital de la República Federal de Centroamérica. El escudo acuñado en plata, simbolizaba la pureza, fe e integridad. En sus lados convergían dos espadas; la de la izquierda, del General Francisco Morazán, y la de la derecha, del Capitán General Gerardo Barrios; ambas se insertan sobre un pergamino, símbolo de la lucha y de la sangre derramada por estos héroes que establecieron una República y la herencia dejada a las nuevas generaciones. Alrededor del escudo estaban 6 estrellas que simbolizaban los 6 distritos que descentralizan y que conforman la Ciudad Capital.
Este escudo fue utilizado en el periodo 2015-2018 por la administración del entonces alcalde Nayib Bukele y fue restituido en 2021 por la administración de Mario Durán.

## Escudo de San Salvador entre 1943-2015 y 2018-2021

Anterior escudo del municipio de San Salvador (1943-2015; 2018-2021).

El Escudo de Armas de la ciudad de San Salvador fue emitido a través de un concurso promovido por la municipalidad y el autor ganador fue el pintor José Mejía Vides.
El Escudo se divide en cuatro paneles, de izquierda a derecha, el primero ostenta un collar de esmeraldas, símbolo de Cuscatlán, en el segundo y el tercero se muestra de forma oblicua la antigua bandera federal de El Salvador, pero también con los colores actuales de la misma. Y en el cuarto una campana que representa la independencia librada por el pueblo. La campana es parte de la Iglesia de la Merced.
En esos mismos paneles se muestran tres fechas importantes de la ciudad:
- 1525: año del primer intento de fundación de la ciudad de San Salvador.
- 1811: sucede el Primer Grito de Independencia.
- 1821: Independencia de Centroamérica.

Este escudo había sido sustituido por una heráldica rediseñada por el exalcalde Nayib Bukele y que estuvo vigente durante su único período como edil capitalino (2015-2018). El 1 de mayo de 2018, tomando la vara edilicia Ernesto Muyshondt, restituyó el anterior escudo creado por José Mejía Vides.